# My Oxford Year
My Oxford Year (bra: Meu Ano em Oxford; prt: O Meu Ano em Oxford) é um filme de comédia romântica americano de 2025 dirigido por Iain Morris e escrito por Allison Burnett e Melissa Osborne, inspirado no romance de mesmo nome de Julia Whelan, que foi adaptado do roteiro original de Burnett. É estrelado por Sofia Carson, Corey Mylchreest, Dougray Scott e Catherine McCormack.

## Sinopse
Anna De La Vega é uma inteligente estudante americana que viaja para estudar literatura por um ano na Universidade de Oxford. Em seu primeiro dia, ela é atingida por Jamie Davenport em seu carro. Mais tarde, ela descobre que ele dará uma de suas aulas. Os dois zombam um do outro inicialmente, mas passam uma noite divertida juntos, que inclui a primeira vez de Anna em um pub. No entanto, Jamie aparentemente a rejeita no final da noite, o que leva Anna a decidir provocá-lo com ciúmes dançando com outro homem.
No dia seguinte, Jamie lhe mostra um livro especial, e os dois se reconciliam e fazem sexo, com ambos concordando que seu relacionamento não é sério. Anna conversa com Cecilia, uma amiga próxima de Jamie, que a avisa para se afastar. Com o passar dos meses, eles se aproximam e, finalmente, Jamie convida Anna para sua casa. Jamie revela que seu irmão Eddie faleceu e que ele e seu pai não se falam mais. De manhã, Jamie parece distante. Anna vai a uma corrida de barco com seus amigos, mas não vê Jamie há uma semana devido aos estudos dele. No entanto, ela descobre que ele não vai à biblioteca há semanas e que Cecilia também está ocupada há uma semana.
Anna, furiosa, vai até a casa dele para confrontá-lo e encontra Cecilia. No entanto, Jamie parece estar doente e recebendo tratamento médico, e fica muito bravo ao ver Anna. Mais tarde, Jamie conta a Anna que Eddie tinha câncer e que Cecilia era sua namorada. O câncer era genético e Jamie agora também está sofrendo. O que Anna viu foi o último tratamento dele e ele não fará mais por causa da dor, e é por isso que seu pai está bravo. Jamie diz que Anna não deveria perder tempo com ele, mas Anna se refere a uma de suas primeiras conversas e diz que ele não deveria sofrer sozinho.
Jamie concorda em levar Anna ao baile, onde conhecem os pais de Jamie. Anna conversa com o pai de Jamie, que lhe conta como quer que Anna convença Jamie a voltar para casa para receber o melhor tratamento possível. Jamie continua indiferente e, no final da noite, Jamie está fraco e desmaia em casa. Ele é levado ao hospital para se recuperar e Anna vê o pai de Jamie do lado de fora, chateado.
Para o aniversário de Anna, ela dirige o carro de Jamie para visitar o grande castelo onde ele cresceu, onde é surpreendida pelos amigos para uma comemoração. Jamie continua evitando o pai, que fala sobre um novo medicamento, mas Jamie não quer passar o tempo que lhe resta no hospital. Jamie revela a Anna que Eddie morreu no castelo. Após a inauguração do presente, Anna encontra Jamie reconciliado com o pai, que construiu um carrinho de brinquedo que Anna lhe deu de presente, como faziam quando Jamie e Eddie eram mais jovens. Os amigos de Anna descobrem que Jamie tem câncer, e Anna diz a Jamie que o ama.
Anna recebe uma ligação de aniversário dos pais e avisa a mãe que vai ficar na Inglaterra em vez de voltar para Nova York para trabalhar. Jamie fica irritado com a decisão de Anna contra o seu futuro e eles discutem, levando Anna a dormir em um quarto separado e Jamie a destruir o carrinho em miniatura em que seu pai e ele trabalhavam. Anna decide voltar para os Estados Unidos porque Jamie não quer que ela fique. Ela se forma e não fala mais com Jamie. Eles conversam novamente, e Anna quer ficar com Jamie, enquanto ele teme que ela se arrependa, mas eles acabam se reconciliando e fazendo sexo.
Na manhã seguinte, Anna encontra Jamie inconsciente. No hospital, um médico revela que Jamie desenvolveu um caso crítico de pneumonia, pois o câncer enfraqueceu seu sistema imunológico e ele precisa de tratamento. O pai de Jamie finalmente entende o desejo de Jamie e se recusa. Jamie e Anna sonham em viajar juntos quando ele morre em seus braços. Um salto temporal mostra Anna viajando sozinha pela Europa e, eventualmente, dando aulas na mesma turma que Jamie lhe deu.

## Elenco
Os membros do elenco incluem:
- Sofia Carson como Anna De La Vega
- Corey Mylchreest como Jamie Davenport
- Dougray Scott como William Davenport, pai de Jamie
- Catherine McCormack como Antonia Davenport, mãe de Jamie
- Harry Trevaldwyn como Charlie Butler
- Hugh Coles como Ridley
- Poppy Gilbert como Cecelia Knowles
- Barney Harris como Ian

## Produção
O filme é dirigido por Iain Morris e escrito por Allison Burnett e Melissa Osborne, inspirado no romance de mesmo nome de Julia Whelan, que foi adaptado do roteiro original de Burnett. Laura Quicksilver e George Berman como produtores da Temple Hill Entertainment com o filme lançado no serviço de streaming Netflix.
O elenco é liderado por Sofia Carson e Corey Mylchreest. Também inclui Dougray Scott, Catherine McCormack, Harry Trevaldwyn e Hugh Coles.
As gravações principais ocorreram em setembro de 2024 na Inglaterram, com locais de filmagem incluindo a Universidade de Oxford na Biblioteca Bodleiana, Magdalen College, St Hugh's College e Hertford College, e também na cidade de Windsor.

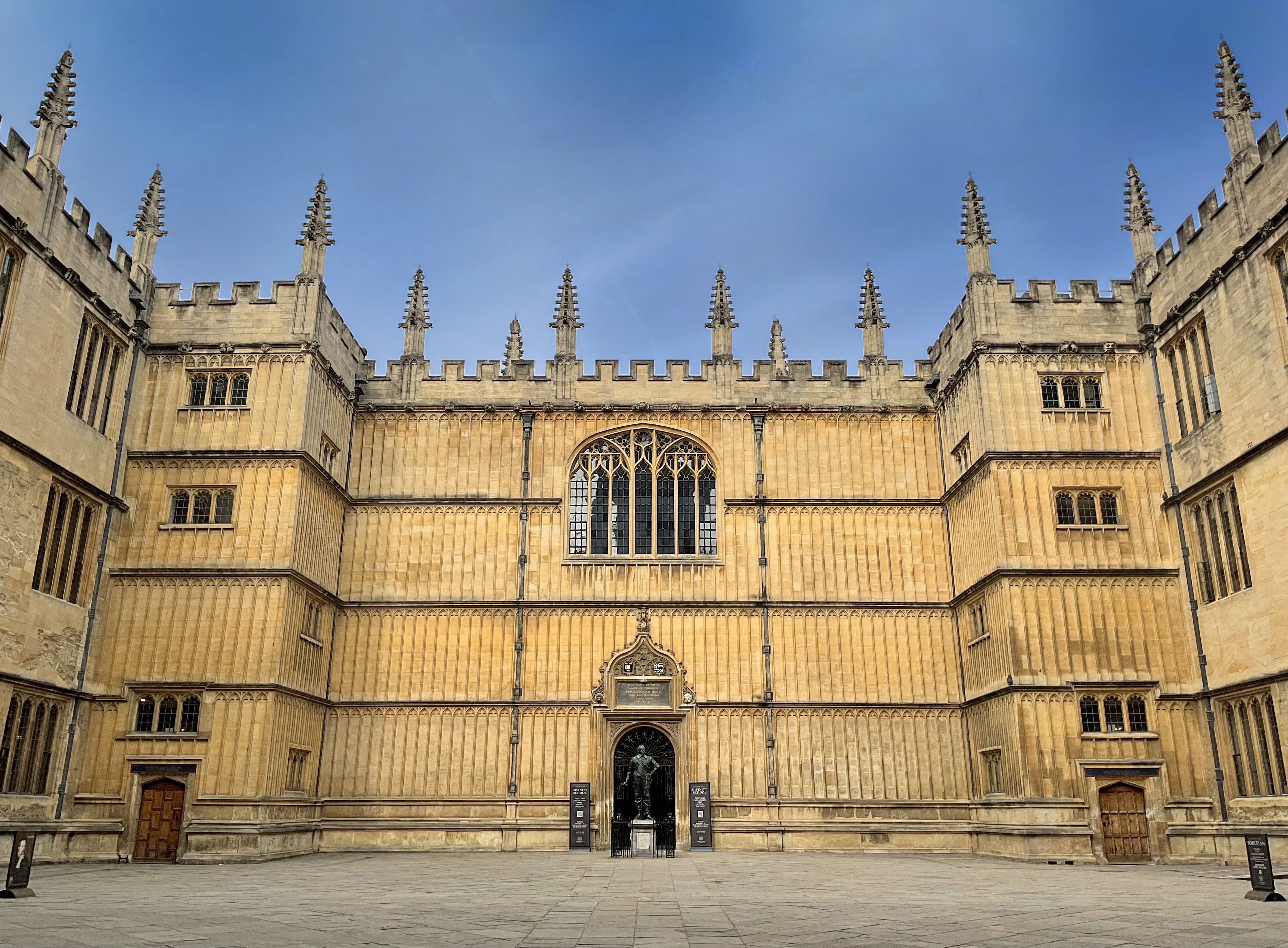
Biblioteca Bodleiana

Magdalen College, Oxford

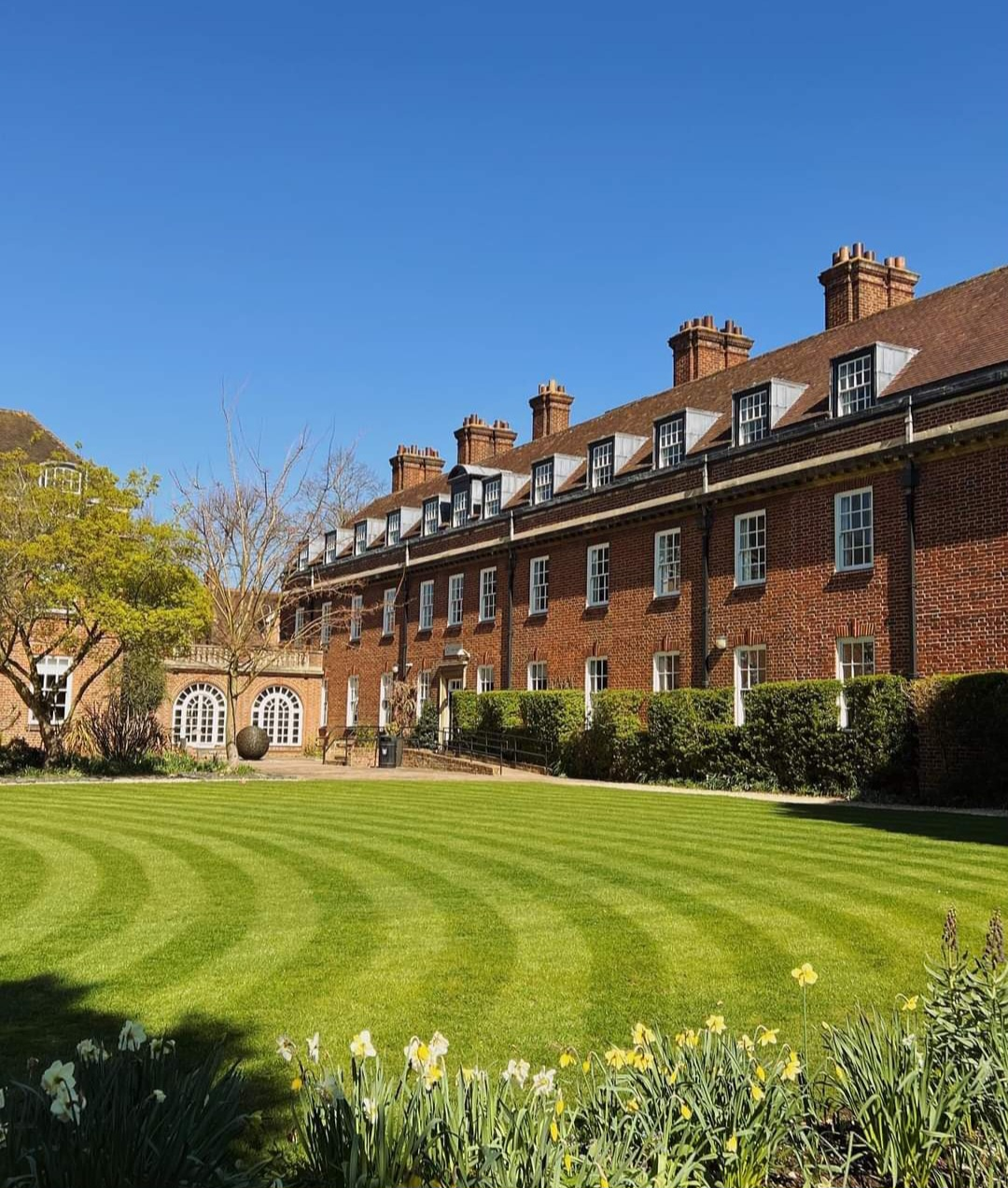
St Hugh's College, Oxford

## Release
My Oxford Year foi lançado na Netflix em 1º de agosto de 2025.

## Recepção
No site agregador de críticas Rotten Tomatoes, 29% das 17 resenhas dos críticos são positivas. O Metacritic, que usa uma média ponderada, atribuiu ao filme uma pontuação de 39 em 100, baseado em 9 críticos, indicando críticas "geralmente desfavoráveis".
O India Today deu ao filme uma classificação de 3,5 de 5 estrelas. O site de cinema alemão film-datenbank.eu deu à My Oxford Year 82 de 100 pontos.